# کتاب (فقه)
کتاب در اصطلاح فقه و حدیث به ابوابی گفته می‌شود که در آنها احادیثی در باب یک موضوع گردآوری شده است یا احکام خاص یک موضوع مورد بحث قرار گرفته است. کتاب التوحید یا کتاب شرایع‌الاسلام از جمله کتب مشهور هستند.